# Якоби, Роланд
Роланд Якоби (венг. Jacobi Roland; 9 марта 1893 — 22 мая 1951) — венгерский игрок в настольный теннис, первый в истории чемпион мира по настольному теннису. По национальности — еврей.

## Биография
Родился в 1893 году в Бестерцебанье. В 1909 и 1910 годах становился чемпионом Венгрии по настольному теннису в одиночном и парном разрядах, в 1911 году стал чемпионом только в парном разряде. В 1925 году стал чемпионом Венгрии в смешанном разряде.
В 1926 году прошёл первый в истории чемпионат мира по настольному теннису. На этом чемпионате Роланд Якоби завоевал золотые медали в одиночном и парном разрядах, а также в составе команды, и кроме того стал обладателем серебряной медали в смешанном разряде. На следующем чемпионате мира в 1928 году он стал обладателем золотой медали в составе команды, и бронзовой — в смешанном разряде.